# Otto Arthur von Grünewaldt

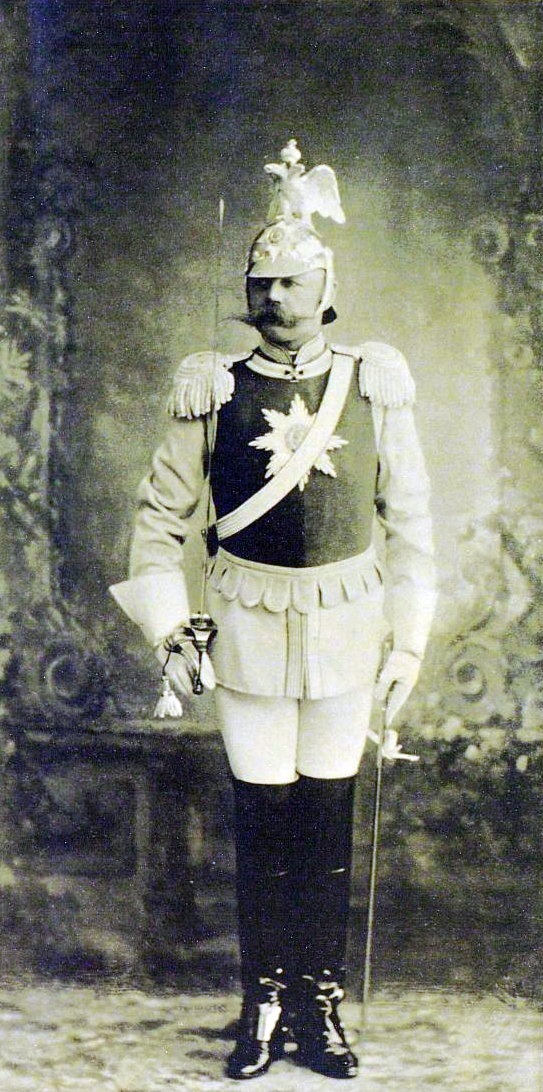
Otto Arthur von Grünewald in der Ehrenuniform des Generaladjutanten

Otto Arthur Moritz von Grünewaldt (russisch: Артур Александрович фон Гринвальд; * 12. März 1847 in Orrisaar, Estland; † 13. Juli 1922 in Reval) war ein deutsch-baltischer Adelsmann, Hofstallmeister am kaiserlichen Hof in Sankt Petersburg und General der Kavallerie.

## Leben
Otto Arthur besuchte von 1860 bis 1864 die Ritter- und Domschule zu Reval, danach studierte er an der Kaiserlichen Universität Dorpat bis 1866 drei Semester Kameralwissenschaft. Seine militärische Laufbahn begann 1866 als Kornett im Kürassier-Regiment des russischen Zaren. In diesem Regiment, welches zur Leibgarde des Zaren zählte, diente er bis 1870 und wurde im Dienstgrad eines Kapitäns in das Semiretschensker Kosakenheer versetzt. Mit diesen Kosakentruppen, er war nun zum Jessaul ernannt worden, kämpfte er 1871 im Kuldschagbiet. In Anerkennung seiner militärischen Tapferkeit erhielt er zwei hohe russische Auszeichnungen und wurde zum Major befördert. 1873 übernahm er das Kommando über eine Hundertschaft Kosaken und wurde unter dem Oberkommando von General Konstantin Petrowitsch von Kaufmann im Chiwa-Feldzug eingesetzt. Wieder zeichnete er sich für hervorragende Tapferkeit aus, er wurde hoch dekoriert und 1874 zum Oberstleutnant befördert. Für einen kurzen Zeitraum befehligte er Ausbildungseinheiten und wurde im Mai 1874 zum Regimentskommandeur des 2. Semiretschensker Kosakenregiments und im Oktober 1874 des 1. Semiretschensker Kosakenregiments ernannt. Mit der Beförderung zum Oberst im Jahre 1879 wurde er Kommandeur des Kavallerie-Regiments im Semiretschensker Kosakenheeres.
Von 1884 bis 1892 befehligte er das 30. Sachsen-Weimarer Dragoner-Regiment des Großherzogs von Sachsen-Weimar Carl Alexander, welches in Inguschetien stationiert war. Im Februar 1892 wurde er zum Generalmajor befördert und führte nun das kaiserliche-russische Kavallerie-Regiment. Als dessen Kommandeur nahm er am 14. Mai 1896 an der Krönung der russischen Zaren und Kaiser#Krönung von Zar Nikolaus II. und Alexandra Feodorowna teil und war maßgeblich für die Leibwache der Zarin verantwortlich. Nach der Krönungszeremonie bedankte sich der Zar persönlich bei Otto Moritz v. G., er ließ ihm die Ehrenuniform überreichen und genehmigte die Registrierung des zum persönlichen Gefolge seiner Majestät durch das Auswärtige Amt.
Im November 1896 wurde er Kommandeur der 1. Brigade der 1. Garde-Kavallerie-Division und 1897 zum Hofstallmeister ernannt, in dieser Eigenschaft war er für die Pferdezucht verantwortlich und wurde 1901 Mitglied des Vorstandes der Hauptverwaltung der staatlichen Zucht. Am 6. Dezember 1899 wurde er Generalleutnant, 1904 erhielt er den Ehrentitel Generaladjutant. 1912 wurde er zum Oberhofstallmeister ernannt und zum General der Kavallerie befördert. Seit 1913 war er auch Vorsitzender des Komitees der Feldspitäler.
Nach der Oktoberrevolution 1917 wurde General Grünewaldt unter Verlust seines Dienstgrades aus der russischen Armee und aus allen leitenden Ämtern entlassen. Er zog sich nach Estland zurück und lebte auf dem Familiengut, am 13. Juli 1922 starb er in Tallinn im Sanatorium Zevald und wurde in der Familiengrabstätte auf dem Gut Orrisaar beigesetzt.

## Auszeichnungen
Otto Arthur wurde in Anerkennung seiner militärischen und staatlichen Leistungen mit vielen hohen Orden und Ehrenzeichen dekoriert:
1. Russische Orden
- 1871 Russischer Orden des Sankt Stanislaus, 3. Klasse mit Schwertern
- 1871 Russischer Orden der Heiligen Anna, 3. Klasse mit Schwertern
- 1874 Sankt-Stanislaus-Orden, 2. Klasse mit Krone und Schwertern
- 1886 Orden des Heiligen Wladimir, 4. Klasse
- 1891 Russischer Orden der Heiligen Anna, 2. Klasse
- 1894 Orden des Heiligen Wladimir, 3. Klasse
- 1896 Sankt-Stanislaus-Orden, 1. Klasse
- 1899 Russischer Orden der Heiligen Anna, 1. Klasse
- Orden des Heiligen Wladimir, 2. Klasse
- 1906 Kaiserlich-Königlicher Orden vom Weißen Adler
- 1911 Kaiserlicher Alexander-Newski-Orden
- 1916 "Ehrenzeichen für den tadellosen Dienst seit 40 Jahren" auf dem St. George Band

2. Nichtrussische Orden
- 1879 Hausorden vom Weißen Falken des Großherzogtums Sachsen-Weimar-Eisenach
- 1893 Oldenburgischer Haus- und Verdienstorden des Herzogs Peter Friedrich Ludwig, 1. Klasse
- 1895 Kaiserliche Sonnen- und Löwenorden, 1. Klasse
- 1895 Kaiserlich-Österreichische Franz-Joseph-Orden, 1. Klasse
- 1895 Belgischer Orden von Leopold I., 1. Klasse
- 1896 Französischer Orden der Ehrenlegion, Kommandeur
- 1899 Verdienstorden der Preußischen Krone, 1. Klasse (???)
- 1899 Stern des Edlen Hauses von Buchara mit Diamanten
- 1869 Orden der Krone von Rumänien, 1. Klasse

## Herkunft und Familie
Otto Arthur v. G. stammte aus dem deutsch-baltischen Adelsgeschlecht von Grünewaldt. Sein Vater war der estländische Landrat Alexander Georg Friedrich von Grünewaldt (1805–1886), der in 1. Ehe mit Pauline von Ungern-Sternberg (1817–1852) verheiratet war. Im Jahre 1883 vermählte sich Otto Arthur mit Marie Anna Gräfin Tiesenhausen (1851–1923), sie hatten keine Nachkommen.